# زيان باربل
زيان باربل (الاسم العلمي: Luciobarbus zayanensis) (بالإنجليزية: Zayan barbel)‏ هو نوعٌ من أسماك الشبوط المُستوطنة في المغرب، وجدت في حوض نهر أم الربيع.